# أندرسون دا سيلفا دي جيسوس
أندرسون دا سيلفا دي جيسوس (بالبرتغالية: Anderson da Silva de Jesus‏) المعروف باسم نيغويتي (بالبرتغالية: Neguette‏) (ولد في 27 أكتوبر 1977 في بيلو هوريزونتي) قلب دفاع برازيلي معتزل سبق له اللعب في نادي الخور القطري.

## وصلات خارجية
- أندرسون دا سيلفا دي جيسوس على موقع قاعدة بيانات كرة القدم.إي يو (الإنجليزية)
- أندرسون دا سيلفا دي جيسوس على موقع Soccerway.com (الإنجليزية)